# Thomas Isherwood
Thomas Mattias Poppler Isherwood (Stoccolma, 28 gennaio 1998) è un calciatore svedese, difensore dell'AIK.

## Caratteristiche tecniche
È un difensore centrale.

## Carriera

### Club
Nato in Svezia da padre inglese e madre svedese, la sua prima squadra da bambino è stata il Fruängens IF, piccolo club dell'omonimo periferico quartiere stoccolmese di Fruängen.
Successivamente ha fatto parte delle giovanili dell'AFC United – quando la sede sociale era ancora a Solna – e del Brommapojkarna, con cui ha esordito fra i professionisti l'8 marzo 2015 disputando l'incontro di Coppa di Svezia perso 1-0 contro l'Elfsborg.
All'età di 17 anni, nell'estate del 2015, Isherwood si è trasferito in Germania grazie alla chiamata da parte del Bayern Monaco. In Baviera è rimasto per tre anni, trascorsi fra settore giovanile e squadra riserve (in quest'ultimo caso, militando nel campionato di Regionalliga, quarta serie nazionale).
Il suo contratto con i tedeschi è scaduto al termine della stagione 2017-2018, così Isherwood nel giugno del 2018 ha potuto firmare a parametro zero un accordo biennale con il Brentford, squadra della Football League One. Durante la permenenza nel club inglese non ha trovato molto spazio, avendo giocato solo tre partite di campionato e due di coppa prima della rescissione consensuale del contratto avvenuta nel gennaio 2019.
Nella stessa settimana in cui ha lasciato ufficialmente il Brentford, Isherwood ha fatto ufficialmente ritorno in Svezia con l'ingaggio da parte dell'Östersund, squadra con cui ha esordito in Allsvenskan. Al suo primo anno nel massimo campionato svedese, ha disputato 18 partite di campionato di cui 15 da titolare. L'anno successivo ha ulteriormente consolidato il suo posto da titolare al centro della difesa.
Nel gennaio del 2021 Isherwood è tornato a far parte di una squadra tedesca in quanto acquistato dal Darmstadt, squadra di 2. Bundesliga con cui ha firmato un contratto fino al 2024. Nella rimanente parte di stagione è stato fermato quasi immediatamente da un problema ad un legamento della caviglia, tanto che ha debuttato solo il 7 maggio seguente alla terzultima di campionato. Durante la 2. Bundesliga 2021-2022, sotto la guida del nuovo tecnico Torsten Lieberknecht, Isherwood è entrato a far parte stabilmente nello schieramento titolare accanto all'altro centrale Patric Pfeiffer a partite dall'ottava giornata, chiudendo l'annata con 24 presenze mentre i biancoblù hanno terminato al quarto posto in classifica sfiorando lo spareggio promozione. L'anno seguente perse la prima parte della 2. Bundesliga 2022-2023 per uno strappo muscolare, poi è tornato a far parte della squadra ed ha chiuso con 15 presenze un'annata che ha visto il Darmstadt centrare la promozione nella massima serie. Nel corso della Bundesliga 2023-2024 è stato utilizzato in 12 occasioni, dopodiché a giugno ha lasciato per fine contratto la squadra, nel frattempo retrocessa.
Il 26 agosto 2024 è diventato ufficialmente un giocatore dell'AIK, società svedese che lo ha ingaggiato a parametro zero con un contratto fino al 30 giugno 2025.

### Nazionale
Ha giocato nelle nazionali giovanili svedesi Under-17, Under-19 ed Under-21.